# Abu Al-Abyad
L'illa d'Abu al-Abyad (àrab: جزيرة أبو الأبيض, jazīrat Abū l-Abyaḍ) és una illa de l'Emirat d'Abu Dhabi a la costa de l'emirat (Emirats Àrabs Units), a uns 55 km a l'oest de la ciutat d'Abu Dhabi i a 8 km de la costa. És l'illa més gran de l'emirat amb 15 km de nord a sud i 35 km d'est a oest. La població és d'uns 5000 habitants. La superfície és de 306 km. A l'illa hi ha una reserva de gaseles.

## Descripció geogràfica
L'illa té a l'oest el canal Al-Khabaq i a l'est un grup d'illes al final de les quals hi ha la d'Abu Dhabi. Té quatre puntes principals: al nord-oest Ras Muqayshit, al nord-nord-oest Bil Yat i Ras al Hadhara; i al nord-est Ras Lakaiyah. Només hi ha dos viles, a la costa sud-oest: Jazirah, i a la nord costa nord (al centre) Bu Lifiyat; aquesta darrera és la vila principal i el seu khor quasi arriba a una badia al sud i parteix l'illa en dos parts conegudes com a Muqayshit a l'oest i Al-Jirab a l'est. A la costa est, a 1 km hi ha el pou marítim petroler de Zubayah.

## Història
Les excavacions han revelat que es va practicar intensivament la pesca de perles especialment al nord-oest on es produïa l'ostra pinctada radiata fins que la indústria va desaparèixer el 1834. S'han trobar restes d'entre cinquanta i cent milions d'ostres enterrades.
S'hi ha localitzat 51 jaciments arqueològics la majoria a la costa i s'han trobat restes de comerç amb la civilització d'Ubayd a Mesopotàmia de fa set mil anys. Encara que l'illa fou poblada en diversos períodes la major ocupació es va produir a partir del segle xiv.